# Reg Flewin
Reginald Flewin (Portsmouth, 28 de noviembre de 1920 - Shanklin, 24 de mayo de 2008) fue un futbolista británico, que disputó toda su carrera en el Portsmouth F.C. jugando de defensa. 

## Biografía
Flewin fue descubierto jugando en la Liga de Hampshire para el Ryde Sports. Firmó un contrato profesional con Portsmouth en su cumpleaños número 17 en 1937 e hizo su debut senior con el club contra Grimsby Town en abril de 1939. Su carrera futbolística fue interrumpida por el estallido de la Segunda Guerra Mundial, durante la cual sirvió en los Royal Marines. A pesar de la guerra, Flewin jugó ocasionalmente para el Portsmouth en el fútbol en tiempos de guerra y ganó un partido internacional en tiempos de guerra con Inglaterra contra el Gales el 16 de septiembre de 1944.
Después de la guerra, Flewin se convirtió en un habitual en la defensa de Portsmouth y fue nombrado capitán del equipo. Formó parte del equipo que ganó dos títulos de liga consecutivos en 1948-49 y 1949-50. En 1949, se esperaba que el equipo ganara el doblete, pero perdió ante Leicester City en la final de la Copa FA. Flewin se retiró en 1953, después de haber jugado 163 partidos del primer equipo del Portsmouth.
Después de su carrera como jugador, Flewin pasó a ser entrenador. Inicialmente se hizo cargo del equipo juvenil de Portsmouth y luego se convirtió en subdirector de Eddie Lever. Permaneció en este cargo hasta octubre de 1960, cuando fue nombrado director del condado de Stockport. En septiembre de 1963, regresó al sur para gestionar AFC Bournemouth, cargo que ocupó hasta que dimitió en 1965.
Después de dejar el fútbol, Flewin se instaló en la Isla de Wight, donde dirigió el campamento de vacaciones Fort Warden en Totland Bay.